# Horst Egon Kalinowski
Horst Egon Kalinowski (* 2. Januar 1924 in Düsseldorf; † 13. September 2013 in Düsseldorf) war ein deutscher Maler, Grafiker und Bildhauer.

## Leben und Wirken
Horst Egon Kalinowski besuchte von 1934 bis 1942 das Realgymnasium in Düsseldorf. Von 1945 bis 1948 studierte er an der Kunstakademie Düsseldorf und hielt sich anschließend zu Studien in Venedig und Rom auf. Von 1950 bis 1952 studierte er in Paris an der Académie de la Grande Chaumière im „Atelier d’art abstrait“ von Jean Dewasne. Seine abstrakten Bilder stellte er erstmals 1953 in der Galerie Arnaud in Paris aus. 1958 folgten in der Galerie Daniel Cordier Collagen, Materialbilder und Bildschreine, die allerdings auf Unverständnis stießen.
Ab 1968 lehrte er an der Staatlichen Akademie der Bildenden Künste Karlsruhe, an die er 1972 zum Professor berufen wurde. 1989 wurde er emeritiert.
Horst Egon Kalinowski war von 1965 bis 1992 Mitglied der Akademie der Künste, Berlin (West). 1983 arbeitete er als Ehrengast an der Deutschen Akademie Rom Villa Massimo. Er war Mitglied im Deutschen Künstlerbund.
Horst Egon Kalinowski lebte in Düsseldorf und Paris. Die von ihm gegründete Nachlass-Stiftung Professor Horst Egon Kalinowski ist eine rechtlich unselbstständige Stiftung, die von der Stiftung Kunstfonds treuhänderisch verwaltet und betreut wird. Nach dem Willen des Künstlers sollen durch sie auch Absolventen der Staatlichen Akademie der Bildenden Künste Karlsruhe durch jährliche Preisvergaben gefördert werden.

## Auszeichnungen
- 1966: Erster Preis der jungen deutschen Kunstkritik
- 1967: Erster Preis Burda-Preis für Plastik[3]
- 1992: Kunstpreis der Heitland Foundation
- 2011: Kunstpreis der Künstler auf der Großen Kunstausstellung NRW Düsseldorf[4]

## Ausstellungen
Einzelausstellungen
- 1953: Galerie Arnaud, Paris
- 1958: Galerie Daniel Cordier, Paris
- 1969: Centre National d’Art Contemporain, Paris
- 1969: Kestnergesellschaft, Hannover
- 1972: Kölnischer Kunstverein, Köln
- 1994: Forum Kunst, Rottweil
- 1995: Galerie Boisserée, Köln
- 1996: Dommuseum Frankfurt
- 1997: Galerie Pro Arte, Freiburg
- 1998: Kunstverein Niebüll
- 1999: Galerie Rothe, Frankfurt am Main
- 2013: Stiftung Kunstfonds, Bonn[5]

Gruppenausstellungen
- 1998: „Material und Collage“, Galerie Boisserée, Köln
- 1999: „Mit unseren Künstlern in das nächste Jahrtausend“, Galerie Pro Arte, Freiburg
- 2000: „Times are changing – Auf dem Wege! Aus dem 20. Jahrhundert!“, Kunsthalle Bremen
- 2001: „Druckgraphik aus Frankreich nach 45“, Museum Moderner Kunst, Stiftung Wörlen, Passau
- 2004: „Auktion 19“, Lehr Auktionshaus, Berlin
- 2004: „Die Malerei ist tot – es lebe die Malerei“, Städtische Galerie Karlsruhe, unter anderem mit Karl Hubbuch, Wilhelm Schnarrenberger, HAP Grieshaber, Wilhelm Loth, Herbert Kitzel, Georg Meistermann, Klaus Arnold, Albrecht von Hancke, Horst Antes, Emil Schumacher, Rainer Küchenmeister, Georg Baselitz, Markus Lüpertz und Per Kirkeby[6]
- 2005: „mythologies“, Les Abattoirs – Frac Midi-Pyrénées, Toulouse
- 2006: „Auktion 23“, Lehr Auktionshaus, Berlin
- 2007: „X mal ICH“, Städtische Galerie Fruchthalle Rastatt
- 2007: „Absolumental 2“, Les Abattoirs – Frac Midi-Pyrénées, Toulouse
- 2011: „Große Kunstausstellung NRW Düsseldorf“, Museum Kunstpalast, Düsseldorf

## Arbeiten in Sammlungen
- Fritz-Winter-Haus Ahlen
- Hessisches Landesmuseum Darmstadt
- Osthaus Museum Hagen
- Kunsthalle Bremen
- Hamburger Kunsthalle
- Les Abattoirs – Frac Midi-Pyrénées, Toulouse
- Museum Abteiberg, Mönchengladbach
- Museum Folkwang, Essen
- Museum Kunstpalast, Düsseldorf
- Museum Ludwig, Köln
- Museum of Modern Art, New York
- Museum Wiesbaden
- Sammlung zeitgenössischer Kunst der Bundesrepublik Deutschland, Bonn
- Sprengel Museum Hannover
- Staatsgalerie Stuttgart
- Städtische Galerie Karlsruhe
- Victoria and Albert Museum, London
- Wilhelm-Hack-Museum, Ludwigshafen
- Lehmbruck-Museum, Duisburg

## Veröffentlichungen
- Der Sonnengesang des Franz von Assisi. Edition Rothe, Heidelberg 1965.
- 12 übersetzte japanische Gedichte, Haiku, illustriert. Galerie Brusberg, Hannover 1965.
- Horst Egon Kalinowski. Ausstellung 28. Januar bis 26. Februar 1967. Kunsthalle Mannheim 1967.
- Horst Egon Kalinowski. Ausstellung 4. März bis 1. April 1967. Wilhelm-Lehmbruck-Museum, Duisburg 1967.
- Horst Egon Kalinowski. Ausstellung 15. April bis 10. Mai 1967. Pfalzgalerie Kaiserslautern 1967.
- Horst Egon Kalinowski, mit einer Einleitung von Frantisek Smejkal. Kestner-Gesellschaft, Hannover 1969.
- Wolfgang Rothe (Hrsg.): H. E. Kalinowski. Druckgraphik 1961–1971. Ein vollständiges Verzeichnis der Radierungen und Lithographien. Galerie Rothe, Heidelberg 1971.
- Jean Dewasne, Pierre Bettencourt, Pol Bury: Kalinowski. Tableaux-châsses, caissons, caissons avec pulsations, stèles, ensachements, pendants, termes, dessins grand format sur toile. Eine Werkübersicht 1958–1975. Edition für Moderne Kunst im Belser-Verlag, Stuttgart 1975, ISBN 3-922531-02-4.
- Friedrich W. Heckmanns (Red.): H. E. Kalinowski. Ausstellung 25. Februar bis 17. April 1977. Kunstmuseum, Düsseldorf 1977.
- Wolfgang Becker, Andreas Franzke (Bearb.): Kalinowski. Zeichnungen, Bilder, Caissons. Zu den Ausstellungen Neue Galerie, Sammlung Ludwig, Aachen, März/April 1978; Städtische Kunsthalle, Mannheim, Juni/Juli 1978; Kunsthalle Bremen, April/Mai 1979. Edition Rothe, Heidelberg 1978.
- Horst Egon Kalinowski. Objekte 1975–1980. Ausstellung 21. Februar bis 4. April 1981. Galerie Rothe, Heidelberg 1981.
- Horst Egon Kalinowski. Lederobjekte, Collagen, Zeichnungen. Ausstellung 16. Mai bis 20. Juni 1982. Katalogtexte Joachim Heusinger von Waldegg, Hans-G. Sperlich. Kunsthalle Darmstadt, Kunstverein Darmstadt 1982.
- Horst Egon Kalinowski. Collagen 1956–1981, Bildschreine 1958/59. Ausstellung des Augustinermuseums in der Städtischen Galerie Schwarzes Kloster Freiburg im Breisgau, 10. Juli bis 8. August 1982. Texte: Hans H. Hofstätter, Jochen Ludwig. Edition Rothe, Heidelberg 1982.
- Horst Egon Kalinowski. Papiers collés 1979–1983. Ausstellung 29. Oktober bis 23. Dezember 1983. Texte: Rainer Malkowski. Edition Rothe, Heidelberg 1983, ISBN 3-920651-02-2.
- Horst Egon Kalinowski. Bandreliefs 1971–1985. Ausstellung 8. Juni bis 31. Juli 1985. Edition Rothe, Heidelberg 1985, ISBN 3-920651-04-9.
- Werkbeispiele 1960–1988. Mit einem Essay von Rainer Malkowski. Edition Braus, Heidelberg 1988, ISBN 3-925835-16-4.
- Horst Egon Kalinowski. Werkbeispiele 1956–1988. Ausstellung 26. April bis 4. Juni 1989. Mit einer Einführung von Andreas Vowinckel. Badischer Kunstverein, Karlsruhe 1989, ISBN 3-89309-031-2.
- Horst Egon Kalinowski. Druckgrafik. Albrecht-Dürer-Gesellschaft, Nürnberg 1990.
- Kalinowski. Ausstellung 13. Juli bis Ende September 1991, Galerie Alphonse Chave, Vence 1991.
- Horst Egon Kalinowski. Religiöse Werkbeispiele. Ausstellung 22. März bis 27. Mai 1996. Dommuseum Frankfurt am Main 1996.
- Franz Joseph van der Grinten (Hrsg.): Horst Egon Kalinowski, das plastische Werk. Werkverzeichnis 1960–1997. Bearb. Vera Bachmann. Letter Stiftung, Köln 1997, ISBN 3-930633-07-8.
- Herbert Köhler: Horst Egon Kalinowski. In: Künstler – Kritisches Lexikon der Gegenwartskunst. München 1999.
- Matthias Kußmann (Hrsg.): In den Fugen der Biografie. Zeichnungen und Gedichte. Mit Texten von Rainer Malkowski. Stieber, Karlsruhe 2001, ISBN 3-9802029-6-8.
- Kalinowski. Ausstellung Deutsches Ledermuseum, Schuhmuseum Offenbach. DLM, Offenbach am Main 2004.
- Uwe Schramm (Hrsg.): Das plastische Werk. Werkverzeichnis II 1997–2007. Kettler, Bönen 2008, ISBN 978-3-939825-76-0.